# Knapra och Fly
Knapra och Fly är ett album av trallpunkbandet Charles Hårfager. Albumet är släppt 1995 av skivbolaget Kamel Records.

## Låtförteckning
1. "Undergång"
2. "Pillerparty"
3. "Förlorad"
4. "Järnjungfrun"
5. "Flickan i himlen"
6. "Kvarleva"
7. "En plats i solen"
8. "Livets väg"
9. "Gråsprängd"
10. "Skriker än"
11. "Pokalens pris"
12. "Vårt meningslösa jag"
13. "Sånt jag inte förstår"
14. "Avundets makt"
15. "De svagsinta dör"
16. "Reptilens tankar"